# HD 175535
HD 175535 är en dubbelstjärna i den södra delen av stjärnbilden Draken. Den har en kombinerad skenbar magnitud av ca 4,92 och är svagt synlig för blotta ögat där ljusföroreningar ej förekommer. Baserat på parallax enligt Gaia Data Release 2 på ca 10,8 mas, beräknas den befinna sig på ett avstånd på ca 302 ljusår (ca 93 parsek) från solen. Den rör sig bort från solen med en heliocentrisk radialhastighet på ca 9 km/s.

## Egenskaper
Primärstjärnan HD 175535 A är en gul till vit jättestjärna av spektralklass G7 IIIa Fe-1 där suffixnoten anger ett underskott av järn i stjärnans atmosfär. Den har en massa som är ca 3,3 solmassor, en radie som är ca 13 solradier och har ca 219 gånger solens utstrålning av energi från dess fotosfär vid en effektiv temperatur av ca 5 000 K.
Stjärnans dubbelnatur tillkännagavs av W. W. Campbell vid Lick Observatory 1911. Den är en enkelsidig spektroskopisk dubbelstjärna med en omloppsperiod av 2,66 år (972,84 dygn) och en excentricitet på 0,342. Värdet a sin i för den synliga komponenten är 73,4 ± 0,6 Gm, där a är  halva storaxeln och i är den (okända) omloppsbanans lutning. Detta anger att den faktiska halva storaxeln är större än 0,49 AE.